# 한나라당 (2006년)
한나라당(The Hannara Party)은 2006년 10월 10일에 창당된 자유평화당으로부터 시작된 대한민국의 정당이다.

## 역사
2010년 지방 선거에서는 후보를 냈으나 모두 낙선했다. 2012년에는 한미준(한국의 미래를 준비하는 당)의 초대 당대표였던 이용휘가 창당준비위원회를 결성한 영남신당과 합당해 영남신당자유평화당(약칭:영남신당)이 됐다. 이어서 3월 5일에는 한나라당(The Hannara Party)으로 당명을 변경하였다.
이 당명은 새누리당이 2012년 2월까지 사용한 것으로, 새누리당은 '한나라당'의 탄생에 반발했다. 아시아경제는 영남신당의 명칭 변경을 "총선을 앞두고 영남권에서 유권자를 혼란시켜 새누리당(옛 한나라당)이 갖고 있는 지지도를 일부 흡수하려는 움직임"이라고 풀이했다. 이에 한나라당 이용휘 대표최고위원은 경향신문과의 인터뷰에서 새누리당의 반발에 대해 "도둑 심보"라고 말했다. "길에 굴러다니는 걸 주운 우리보다 버리고나서 아쉬워하는 그들이 더 웃기다"며 "새누리당도 선거를 코앞에 두고 정략적으로 당명을 바꾸지 않았나. 버릴 땐 언제고 이제는 ‘한나라당'이 좋다는 것인지 황당하다"고 말했다.
한나라당 이태희 대표는 "민주당이나 새누리당을 제치고 1당도 가능하다. 이번 한나라당은 기존의 영남 중심의 정당이나 악습과 폐습에서 벗어난 완벽한 당이기 때문"이라고 말했지만 2012년 4월 11일에 실시된 대한민국 제19대 총선의 정당득표에서 등록 취소 요건 2% 미만인 0.85%를 얻어 등록이 취소되었다. 아울러 대한민국 정당법에 의거 대한민국 제20대 총선까지 한나라당이라는 당명을 사용할 수 없게 되었다.
총선 이후 한나라당 이태희 대표는 '새한나라당', 이용휘 대표최고위원은 '희망한나라당' 창당을 시사했다.
한나라당 이태희 대표가 만든 새한나라당 창당준비위원회는 활동기한 만료로 10월달에 해산이 되자 이태희 대표는 재차 창당준비위원회를 결성, 2013년 4월 15일 새한나라당(New Hannara Party)를 결성하였다. 대한민국 헌법재판소는 녹색당·진보신당·청년당이 낸 대한민국 정당법의 등록취소 조항과 당명 사용금지 조항에 대해 2014년 1월 28일 위헌 결정을 내렸다. 이후 2월 8일 한나라당으로 명칭을 변경 (영문명은 The Grand National Party로 변경)하여 현재에 이른다.

## 주요 선거 기록
| 실시년도 | 선거      | 국회정원    | 당선자 현황 (지역구/비례대표) | 득표율 |
| -------- | --------- | ----------- | ----------------------------- | ------ |
| 2012년   | 19대 총선 | 300(246/54) | 0                             | 1.1%   |

| 실시년도            | 선거          | 광역자치단체장 | 광역자치단체장 | 기초자치단체장 | 기초자치단체장 | 광역자치의회의원 | 광역자치의회의원 | 기초자치의회의원 | 기초자치의회의원 |
| 실시년도            | 선거          | 수             | 비율           | 수             | 비율           | 수               | 비율             | 수               | 비율             |
| ------------------- | ------------- | -------------- | -------------- | -------------- | -------------- | ---------------- | ---------------- | ---------------- | ---------------- |
| 2010년 (자유평화당) | 5회 지방 선거 | 0/16           |                | 0/228          |                | 0/762            |                  | 0/2888           |                  |